# Kreuzkirche (Bonn)

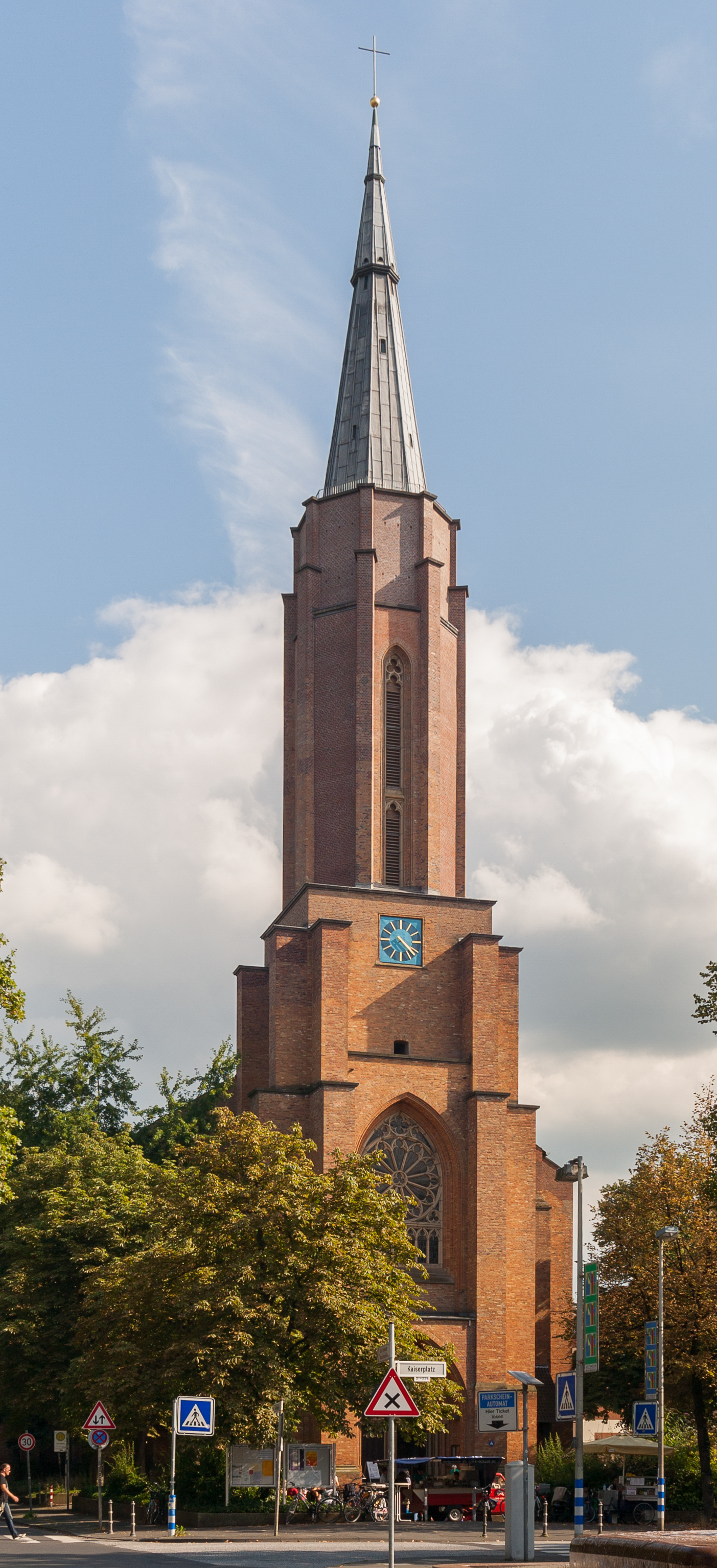
Kreuzkirche zu Bonn (2013)

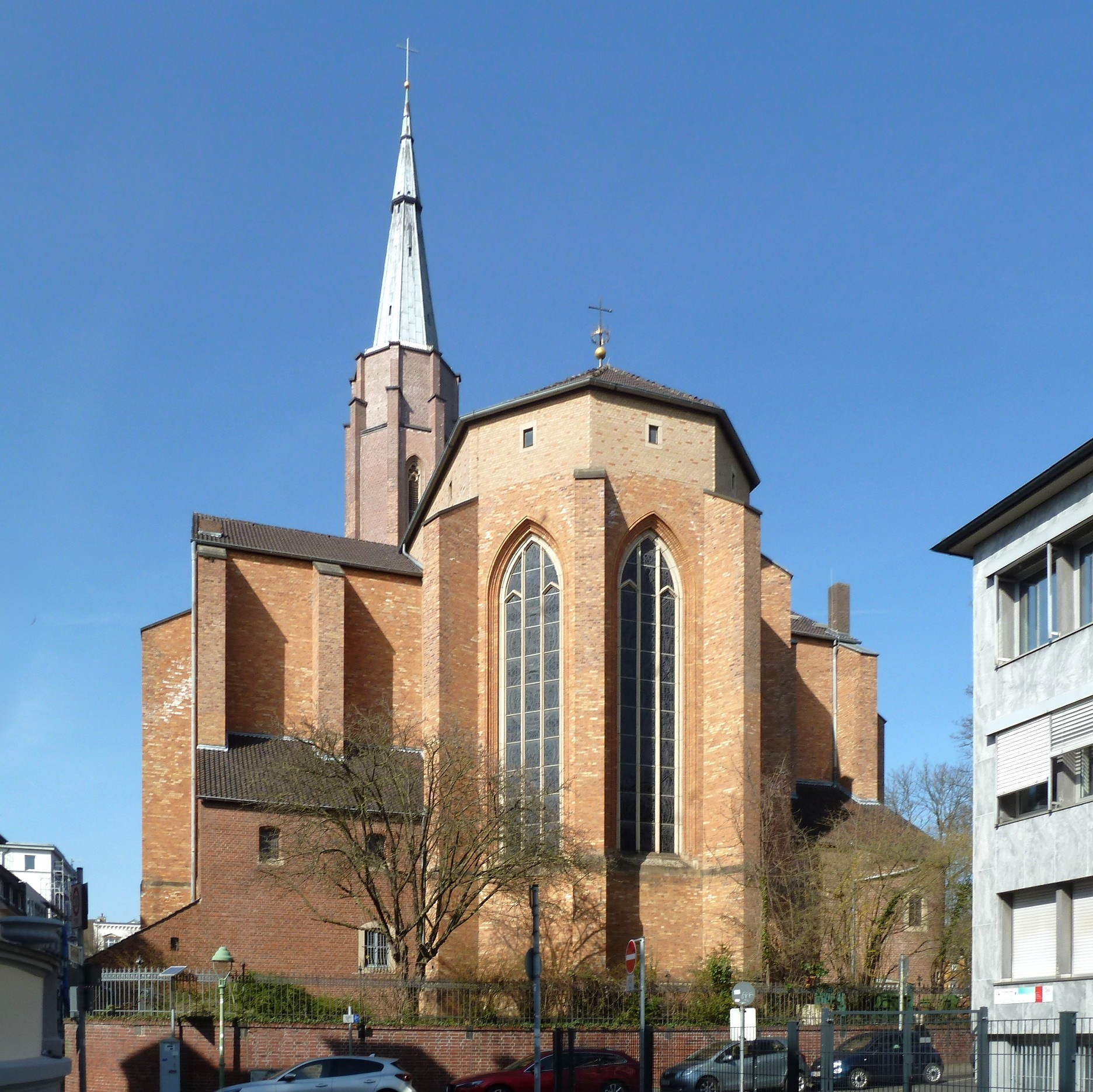
Ansicht von Osten (2024)

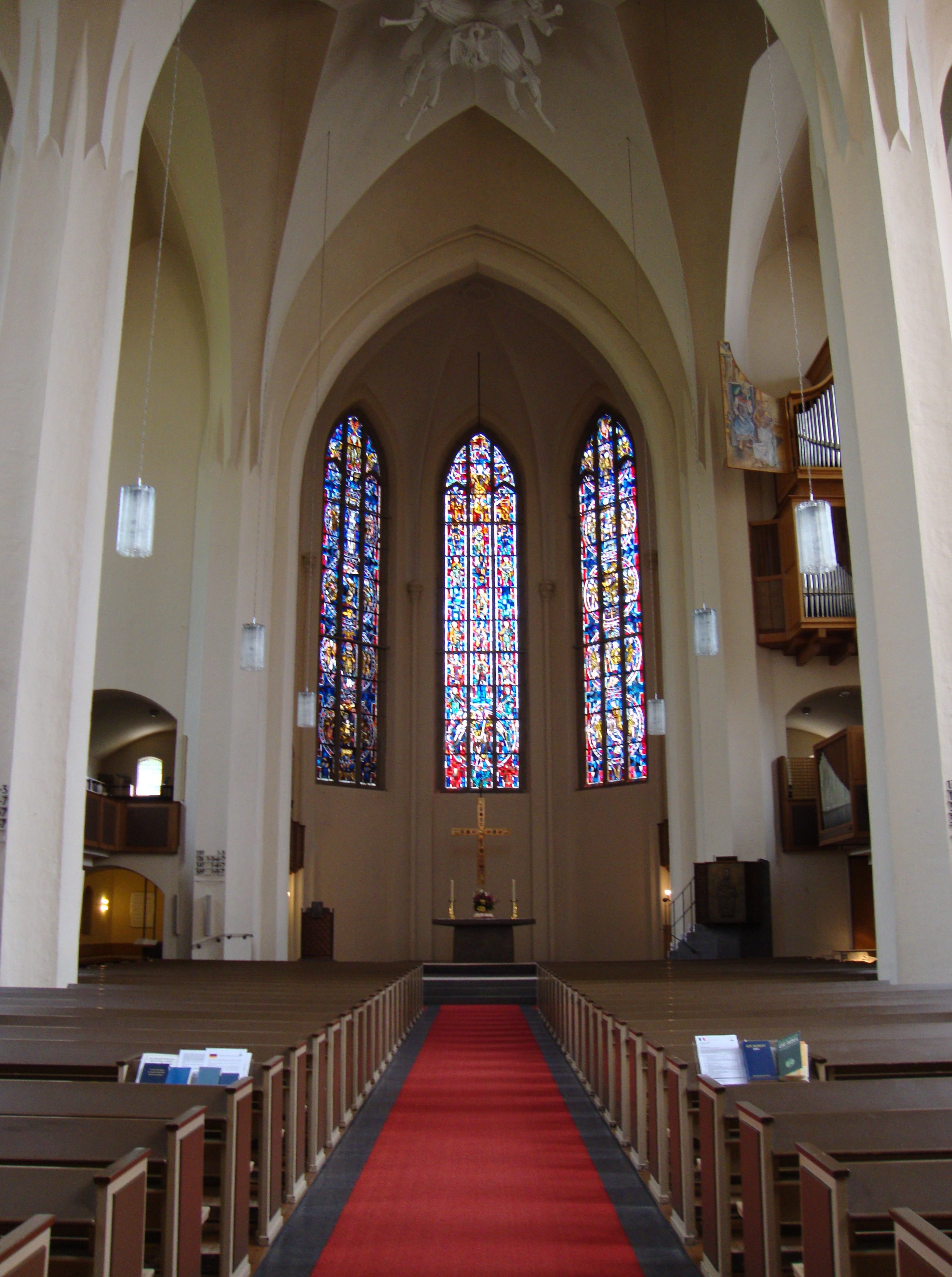
Innenansicht

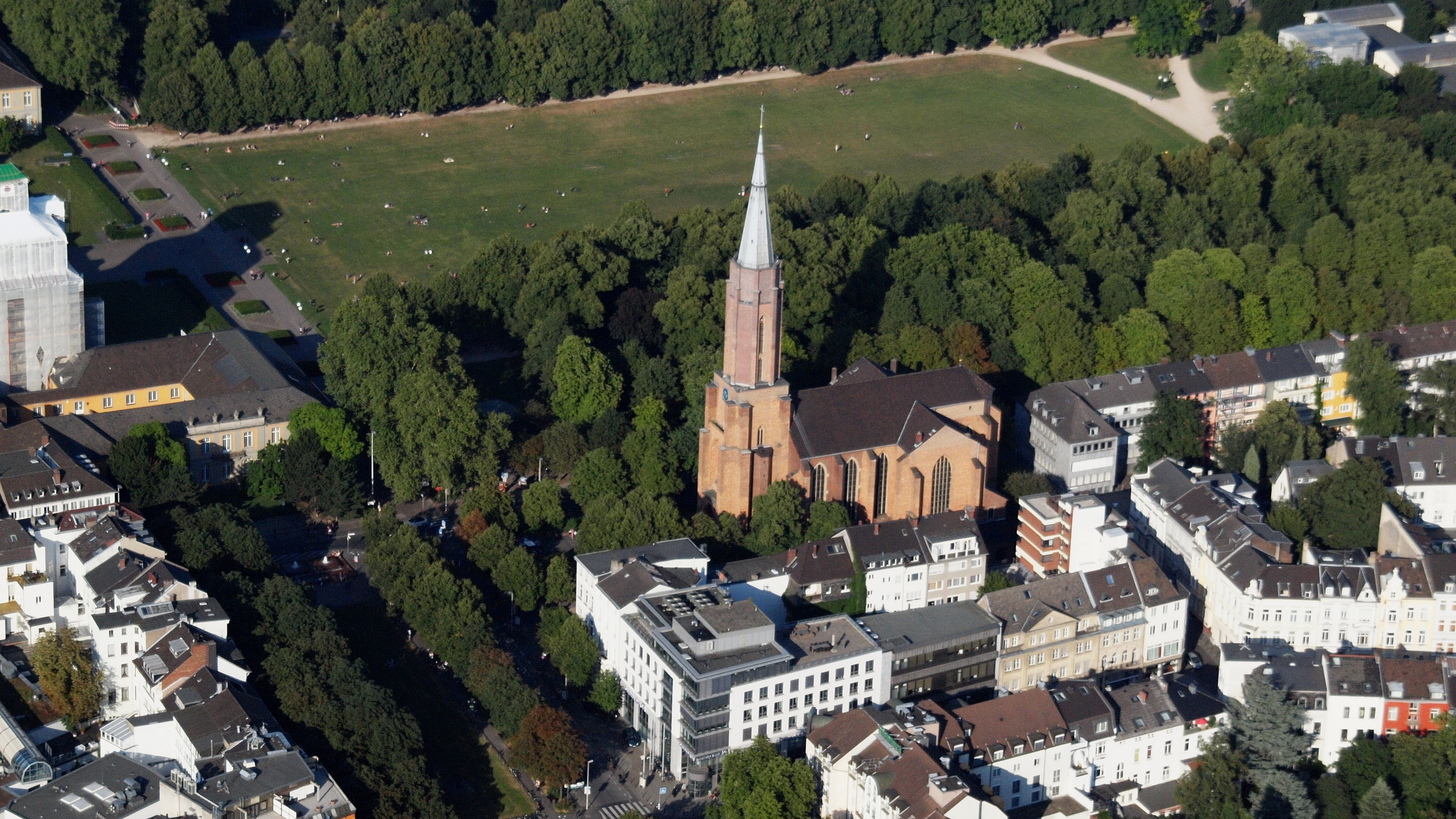
Luftaufnahme der Kreuzkirche, im Hintergrund die Hofgartenwiese

Die Kreuzkirche ist eine evangelische Kirche in Bonn. Sie ist seit 1871 die Kirche der Kreuzkirchengemeinde, die zum Kirchenkreis Bonn der Evangelischen Kirche im Rheinland gehört, und zudem die evangelische Stadtkirche von Bonn. Mit einer Sitzplatzkapazität von 1200 Sitzplätzen ist sie die größte evangelische Kirche im Rheinland und die größte Kirche in Bonn. Die Kreuzkirche steht als Baudenkmal unter Denkmalschutz.

## Geschichte
Nachdem das Rheinland 1815 preußisch geworden war, wurde 1816 die „Evangelische Gemeinde aller evangelisch-lutherischen und evangelisch-reformierten Bürger“ gegründet. 1817 überließ König Friedrich Wilhelm III. der Gemeinde die Schlosskapelle für den Gottesdienstgebrauch. In der Folgezeit entwickelte sich das evangelische Leben in Bonn, u. a. mit der Eröffnung einer evangelischen Schule, der Gründung des Rheinischen Provinzialausschusses für die Innere Mission in Bonn und der Errichtung der Friedrich-Wilhelm-Stiftung.
Am 15. Dezember 1866 wurde der Grundstein für die Kirche am Kaiserplatz gelegt, die nach Plänen des seinerzeitigen Bonner Universitätsbaumeisters August Dieckhoff entstand. Am 18. Dezember 1871 wurde die Kirche eingeweiht. 1928 erhielt die Kirche die erste große Orgel. 1935 wurde die Kirche renoviert, wobei der neugotische Zierrat weitgehend entfernt wurde.
Nachdem die Kreuzkirche 1944 bei Bombenangriffen zerstört worden war, wurde zunächst eine Notkirche eingerichtet. 1947 erhielt sie den Namen Kreuzkirche. In den Jahren 1951 bis 1954 wurde die Kirche nach Plänen des Trierer Architekten Heinrich Otto Vogel wieder aufgebaut und eingeweiht. Mit der Gestaltung der Innenraumgewölbe als Faltwerk auf schlanken Betonrundpfeilern nimmt er Bezug auf die neugotischen Rippengewölbe der Vorkriegszeit und nimmt Formen vorweg, die er bei der Gestaltung der Langhausgewölbe in der Martinskirche zu Kassel, seinem Hauptwerk, wenige Zeit später verwendet. 1963 erhielt die Kirche ihr neues Geläut. 1967 wurde die Krypta zum Gottesdienstraum umgestaltet.

## Pfarrer und Pfarrerinnen an der Kreuzkirche
- Albrecht Wolters 1871–1874[8]
- Friedrich Krabb 1871–1885
- Ernst Dryander 1874–1883
- Walter Bleibtreu 1883–1915
- Karl Vieregge 1885–1892
- Hugo Stursberg 1886–1912
- Karl Pahnke 1892–1900
- Karl Cartsburg 1898–1901
- Eugen Strauss 1901–1932
- Hermann Kremers 1902–1927
- Albert Lorenz 1912–1929
- Renatus Hupfeld 1916–1925
- Friedrich Frick 1926–1951
- Helmut Gützlaff 1927–1957
- Friedrich Mummenhoff 1930–1957
- Herbert Hillert 1932–1963
- Wilhelm Winterberg 1957–1973
- Karl-Heinz Meier 1958–1965
- Gerhard Brandt 1959–1971
- Klaus Wollenweber 1968–1988
- Klaus Borchert 1972–1981
- Joachim Mehlhausen 1973–1976
- Karl-Hermann Haverkamp 1977–1980
- Dieter Hackler 1981–1991
- Edzard Rohland 1981–1992
- Manfred Oeming 1988–1991
- Gerhard Schaefer 1991–2020
- Henning Theurich 1991–2004
- Renate Gerhard 1993–2003
- Rüdiger Petrat 2004–2022
- Ingrid Schneider 2020–2022 (vertretungsweise)[9]
- Martin Groeger 2022–
- Lea Wangen 2022–2023
- Margitta Kruppa 2024–

## An der Kreuzkirche wirkende Kirchenmusiker und Organisten
- Otto Arndt 1871–1880
- Arnold Mendelssohn 1880–1883
- Wilhelm Köhler 1883–1912
- Wilhelm Seidel 1912–1914
- Willy Poschadel 1918–1945
- Fritz Heller 1946–1954
- Hans Geffert 1954–1979
- Johannes Geffert 1980–1997
- Karin Freist-Wissing seit 1990 u. a. als Leiterin von Vox Bona
- Stefan Horz seit 1997

## Bekannte Gemeindemitglieder
- Karl Barth (Presbyter)
- Hermann Bleibtreu
- Hans Bonnet (Presbyter)
- Hermann Brassert (Presbyter)
- Ernst Heinrich von Dechen
- J. F. Gerhard Goeters (Presbyter)
- Antonius H. Gunneweg (Presbyter)
- Hans Joachim Iwand (Presbyter)
- Hermann Kunst
- Berta Lungstras
- Friedrich Soennecken
- Guido Westerwelle (Konfirmand)

## Ausstattung

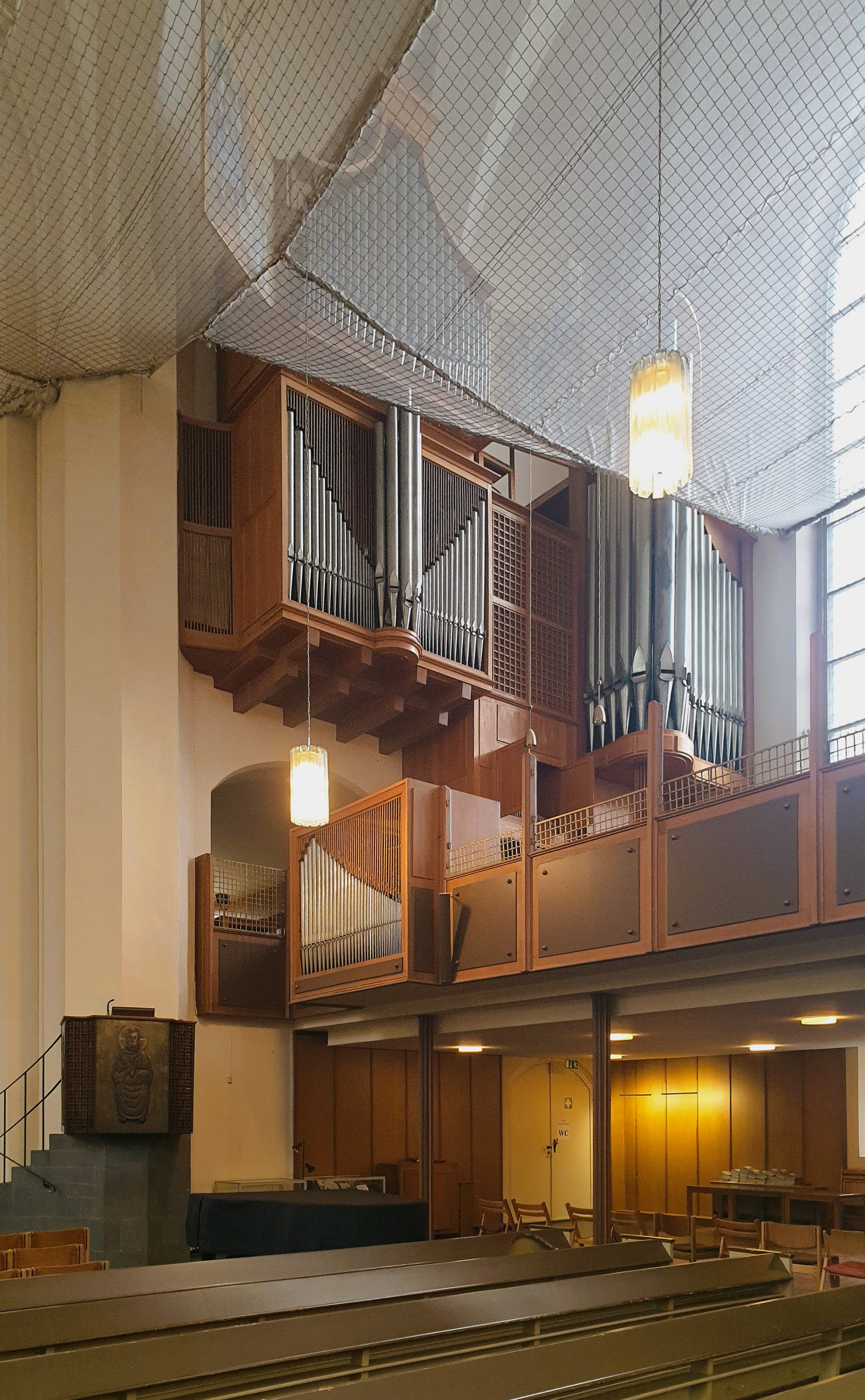
Die Ott-Orgel (mit Schutznetz, 2025)

Der Innenraum der Kreuzkirche ist schlicht gehalten und verfügt über wenig Ausstattung.
Die Chorfenster wurden von Hans Gottfried von Stockhausen (Stuttgart) geschaffen. Sie zeigen Szenen aus dem Leben Jesu, Bilder der Apostel und weitere biblische Szenen.
Der Altar und das Kreuz wurden von Arnold Rickert entworfen. Der Altar ist aus Graubüttelbrunner Muschelkalk. Das Kreuz ist aus Eiche, mit Kupfer beschlagen. Die Wundmale Jesu werden durch rote Halbedelsteine angedeutet. An den Balkenenden finden sich die Symbole der Evangelisten (Mensch, Löwe, Stier, Adler). Im Zentrum befindet sich das Lamm Gottes mit dem Kreuz.
Die Kanzel wurde von Rolf Scheibner gestaltet. Ihr Fuß besteht aus Basalt. Die Kanzel selbst ist mit Messing beschlagen. Sie zeigt in der Mitte Christus als Lehrer der Welt, rechts Moses und links den Apostel Paulus.
Der Taufstein wurde von Eugen Keller entworfen. Der Sockel besteht aus Basalt, die Taufschale ist mit Goldmosaik ausgelegt. Auf dem Taufstein findet sich eine Darstellung von besiegten Dämonen.
Über dem Hauptportal befindet sich eine große Fensterrose.
Die Orgel wurde von Baurat Heinrich Otto Vogel entworfen. Bemerkenswert sind die Flügeltüren am Orgelprospekt, die von Hans Gottfried von Stockhausen bemalt wurden. Die linke Tür zeigt David, der vor König Saul Harfe spielt. Die rechte Tür zeigt die Posaunen von Jericho.

### Orgeln
Große Orgel
Die große Orgel der Kreuzkirche wurde 1956 von der Orgelbaufirma Paul Ott (Göttingen) erbaut. Das Schleifladen-Instrument hat 65 Register auf vier Manualen und Pedal. Die Spieltrakturen sind mechanisch, die Registertrakturen sind elektrisch. Die Koppeln sind wahlweise mechanisch oder elektrisch. Die Orgel wurde 1982 und zuletzt im Jahre 2001 durch die Orgelbaufirma Karl Schuke (Berlin) umfassend renoviert und um eine 4000-fache Setzeranlage erweitert.
| I Rückpositiv C–g3 |            |        |
| 1.                 | Quintadena | 8′     |
| 2.                 | Gedackt    | 8′     |
| 3.                 | Prinzipal  | 4′     |
| 4.                 | Blockflöte | 4′     |
| 5.                 | Oktave     | 2′     |
| 6.                 | Nachthorn  | 2′     |
| 7.                 | Sifflöte   | 1′     |
| 8.                 | Nasat      | 2 ⁄3′  |
| 9.                 | Terz       | 1 3⁄5′ |
| 10.                | Quinte     | 1 ⁄3′  |
| 11.                | Septime    | 1 ⁄7′  |
| 12.                | None       | 8⁄9′   |
| 13.                | Scharf IV  |        |
| 14.                | Rankett    | 16′    |
| 15.                | Krummhorn  | 8′     |
|                    | Tremulant  |        |

| II Hauptwerk C–g3 |               |       |
| 16.               | Quintade      | 16′   |
| 17.               | Prinzipal     | 8′    |
| 18.               | Gemshorn      | 8′    |
| 19.               | Koppelflöte   | 8′    |
| 20.               | Oktave        | 4′    |
| 21.               | Rohrflöte     | 4′    |
| 22.               | Quinte        | 2 ⁄3′ |
| 23.               | Oktave        | 2′    |
| 24.               | Großmixtur VI | 2 ⁄3′ |
| 25.               | Scharf IV     | 1⁄3′  |
| 26.               | Trompete      | 16′   |
| 27.               | Trompete      | 8′    |
|                   | Zimbelstern   |       |

| III Schwell-Oberwerk C–g3 |                |       |
| 28.                       | Stillgedackt   | 16′   |
| 29.                       | Praestant      | 8′    |
| 30.                       | Spitzgedackt   | 8′    |
| 31.                       | Dolkan         | 8′    |
| 32.                       | Schwebung      | 8′    |
| 33.                       | Prinzipal      | 4′    |
| 34.                       | Trichterflöte  | 4′    |
| 35.                       | Praestantflöte | 2′    |
| 36.                       | Weitprinzipal  | 2′    |
| 37.                       | Mixtur IV      | 1 ⁄3′ |
| 38.                       | Zimbel II      | 1⁄6′  |
| 39.                       | Dulzian        | 16′   |
| 40.                       | Trompete       | 8′    |
| 41.                       | Oboe           | 8′    |
| 42.                       | Schalmey       | 4′    |
|                           | Tremulant      |       |

| IV Brust-Schwellwerk C–g3 |                |       |
| 43.                       | Holzgedackt    | 8′    |
| 44.                       | Holzflöte      | 4′    |
| 45.                       | Waldflöte      | 2′    |
| 46.                       | Prinzipal      | 2′    |
| 47.                       | Quintflöte     | 1 ⁄3′ |
| 48.                       | Terzzimbel III | 1⁄6′  |
| 49.                       | Baerpfeife     | 8′    |
|                           | Tremulant      |       |

| Pedal C–f1 |                  |         |
| 50.        | Prinzipal        | 16′     |
| 51.        | Subbass          | 16′     |
| 52.        | Quintbass        | 10 2⁄3′ |
| 53.        | Oktave           | 8′      |
| 54.        | Gedackt          | 8′      |
| 55.        | Oktave           | 4′      |
| 56.        | Hohlflöte        | 4′      |
| 57.        | Gemshorn         | 2′      |
| 58.        | Schwiegel        | 1′      |
| 59.        | Sesquialtera II  | 5 1⁄3′  |
| 60.        | Rauschpfeife III | 4′      |
| 61.        | Hintersatz V     | 2 ⁄3′   |
| 62.        | Basszimbel III   | 1′      |
| 63.        | Posaune          | 16′     |
| 64.        | Trompete         | 8′      |
| 65.        | Trompete         | 4′      |

- Koppeln: I/II, III/II, III/I, I/P, II/P, III/P

### Kryptaorgel
Die Kryptaorgel wurde seit dem Jahr 2012 geplant. Gleichzeitig wurde eine Spendenaktion gestartet. Sie wurde von der Orgelbauwerkstatt Klais, Bonn gebaut. Das Eröffnungskonzert fand am 1. Oktober 2016 statt. Disposition und Konzept stammen von Stefan Horz in Zusammenarbeit mit der Orgelbauwerkstatt Klais. Das Instrument basiert auf historischen Vorbildern, die in eine zeitgemäße Formensprache übersetzt werden. In Anlehnung an diese Vorbilder wurde das Instrument mit einer handbetriebenen Schöpfbalganlage ausgestattet. Um dem historisierenden Charakter des Instruments vollends Rechnung zu tragen, ist die Orgel mit einer ungleichstufigen Stimmung versehen. Unterschiedliche Tonarten werden hörbar und fühlbar.
Damit ist im Herzen Bonns in der Krypta der Bonner Kreuzkirche eine Orgel zum Anfassen entstanden, um die man herumgehen und in die man hinein sehen kann. In Führungen und Konzerten können Jung und Alt ganz neue Einblicke gewinnen in das Innere der Orgel. Eine sichtbare Windversorgung erklärt den Weg der Tonerzeugung und visualisiert den Atem der Orgel. Mit Hilfe dieser handbetriebenen Schöpfbalganlage können Besucher aktiv am Entstehen des Orgelklangs mitwirken.
Die Disposition lautet:
| Manual C–f3 |           |       |
| 1.          | Suavial   | 8′    |
| 2.          | Bordun    | 8′    |
| 3.          | Principal | 4′    |
| 4.          | Holzflöte | 4′    |
| 5.          | Principal | 2′    |
| 6.          | Quinte    | 1 ⁄3′ |

| Pedal C–d1 |         |     |
| 7.         | Subbass | 16′ |

- Koppel: Man/P
- Effektregister: Tremulant für das ganze Werk
- Stimmung: Bach-Kellner

### Glocken
Das erste Geläut der Kreuzkirche wurde im Jahre 1879 von der Glockengießerei Petit & Gebr. Edelbrock gegossen. Die drei Glocken mit den Schlagtönen a0, c1 und d1 wogen 3.651, 1.974 und 1.356 kg. Nebenbei existierten zwei kleine Glocken für den Uhrschlag, die im Ersten Weltkrieg abgeliefert wurden. Für den Zweiten Weltkrieg wurden die beiden großen Glocken abgenommen, sodass lediglich die kleine Läuteglocke (d1) übrigblieb. Sie überstand die Bombardements des Krieges und wurde nach dem Wiederaufbau 1954 bis zur Anschaffung des neuen Geläuts geläutet.
Die Glocken- und Kunstgießerei Rincker in der hessischen Gemeinde Sinn goss 1963 fünf neue Glocken; die drei großen Glocken haben ähnliche Ausmaße und die gleiche Tonhöhe wie ihre Vorgängerinnen des 19. Jahrhunderts. Das Geläut ist abgestimmt auf nahezu alle Innenstadtkirchen, insbesondere auf das der Münsterbasilika. Am 4. Juni 1966 zur 150-Jahr-Feier der evangelischen Gemeinde Bonn wurde abends um 19 Uhr zum ersten Mal geläutet. Die vorhandene Turmuhr ist nicht mehr über ein Schlagwerk mit den Glocken verbunden.
Alle Glocken hängen in einem monumentalen vierstöckigen Stahlglockenstuhl an geraden Stahljochen. Aus statischer Sicht wurden für alle Glocken Gegenpendel installiert.
Im Jahre 2011 wurden die vier vorhandenen Schallfenster auf die ursprüngliche Höhe vergrößert und mit eichenen Schalljalousien versehen, um sich dem historischen Äußeren anzunähern und die Akustik der Glockenstube zu verbessern.
| Glocke | Name (Funktion)           | Durchmesser | Masse   | Schlagton (HT-1⁄16) |
| 1      | Liebe (Kreuzglocke)       | 1830 mm     | 3606 kg | a0 −4               |
| 2      | Hoffnung                  | 1558 mm     | 2300 kg | c1 −2               |
| 3      | Glaube                    | 1383 mm     | 1605 kg | d1 −3               |
| 4      | Freude (Taufglocke)       | 1230 mm     | 1151 kg | f1 −1               |
| 5      | Friede (Vaterunserglocke) | 1100 mm     | 0831 kg | g1 −2               |

Mittags um 12 Uhr und abends um 18 Uhr erfolgt das Gebetläuten mit den Glocken 4 und 3. Freitags um 15 Uhr zur Sterbestunde Christi läutet die große Glocke. Zur Wochenschlussandacht werden um 17:50 Uhr die Glocken 5, 4 und 2 geläutet.
Eine halbe Stunde vor Beginn des Hauptgottesdienst an Sonn- und Feiertagen erfolgt ein Vorläuten, was in der Regel durch die Glocken 4, 3 und 2 erfolgt. Das Zusammenläuten bis Gottesdienstbeginn übernehmen die Glocken 4, 3, 2 und 1; Glocke 5 wird an Festtagen ergänzt. Sie selbst wird auch zum Vaterunser geläutet.
Die große Glocke läutet am Karfreitag alleine, Glocke 4 zu Taufen.